# The Late Show with Stephen Colbert
The Late Show with Stephen Colbert é um late-night talk show americano apresentado por Stephen Colbert na rede CBS. Essa é a segunda iteração da franquia Late Show, seguindo a aposentadoria do apresentador original do Late Show David Letterman.
A estreia do programa aconteceu em 8 de setembro de 2015. Anteriormente, Colbert apresentou o The Colbert Report, outra série de late-night no Comedy Central.

## História
A CBS anteriormente já teve experiências com late-night talk shows com o en:The Merv Griffin Show (1969–1972) e o The Pat Sajak Show (1989–1990), mas eles foram incapazes de concorrer com o The Tonight Show  da NBC e foram cancelados devido a baixa audiência. Durante a maior parte do tempo dos 20 anos anteriores ao Late Show, a programação de fim de noite da CBS era constituída de filmes, reprises e programação especial nomeada sob os nomes de CBS Late Night e Crimetime After Primetime e também transmissões para audiências razoáveis. Quando David Letterman, apresentador do Late Night with David Letterman da NBC, ficou disponível depois de não ser o escolhido pela NBC para apresentar o The Tonight Show, a CBS ficou ansiosa em contratá-lo e lhe ofereceu em um período de três anos, US$14 milhões por ano de contrato, dobrando o seu salário do Late Night.
Em audiência, o Late Show de Letterman ganhou do Tonight Show de Leno em seus dois primeiros anos de exibição. Leno passou à sua frente em 10 de julho de 1995, começando com uma entrevista com Hugh Grant, após a sua muito divulgada prisão, quando saiu com uma prostituta de Los Angeles. Leno também foi beneficiado com a liderança da popular faixa Must See TV, programas de horário nobre da NBC no meio da noite da década de 1990. Da mesma forma que a rede da CBS foi atingida pelas trocas de afiliação no final de 1994, além de a Fox ter tomado os direitos da CBS pela National Football League, diminuiu o Late Show da mesma forma em que começava a ganhar força. Em fevereiro de 2013, o TV by the Numbers relatou que o Late Show alcançou cerca de 3,1 milhões de espectadores por programa na temporada atual nas classificações ao vivo durante sete dias. Um ano depois, a audiência média caiu para 2,8 milhões. O Late Show também tinha a maior audiência entre o público mais velho entre os diversos late-night talk shows, o que levou a CBS decidir escolher um substituto mais jovem para competir com o The Tonight Show Starring Jimmy Fallon e o Jimmy Kimmel Live!.  O programa anterior de Colbert também foi bem entre estudantes universitários do sexo masculino com idades entre 18 e 34 anos, que é o principal público alvo para a programação de comédia do fim de noite.

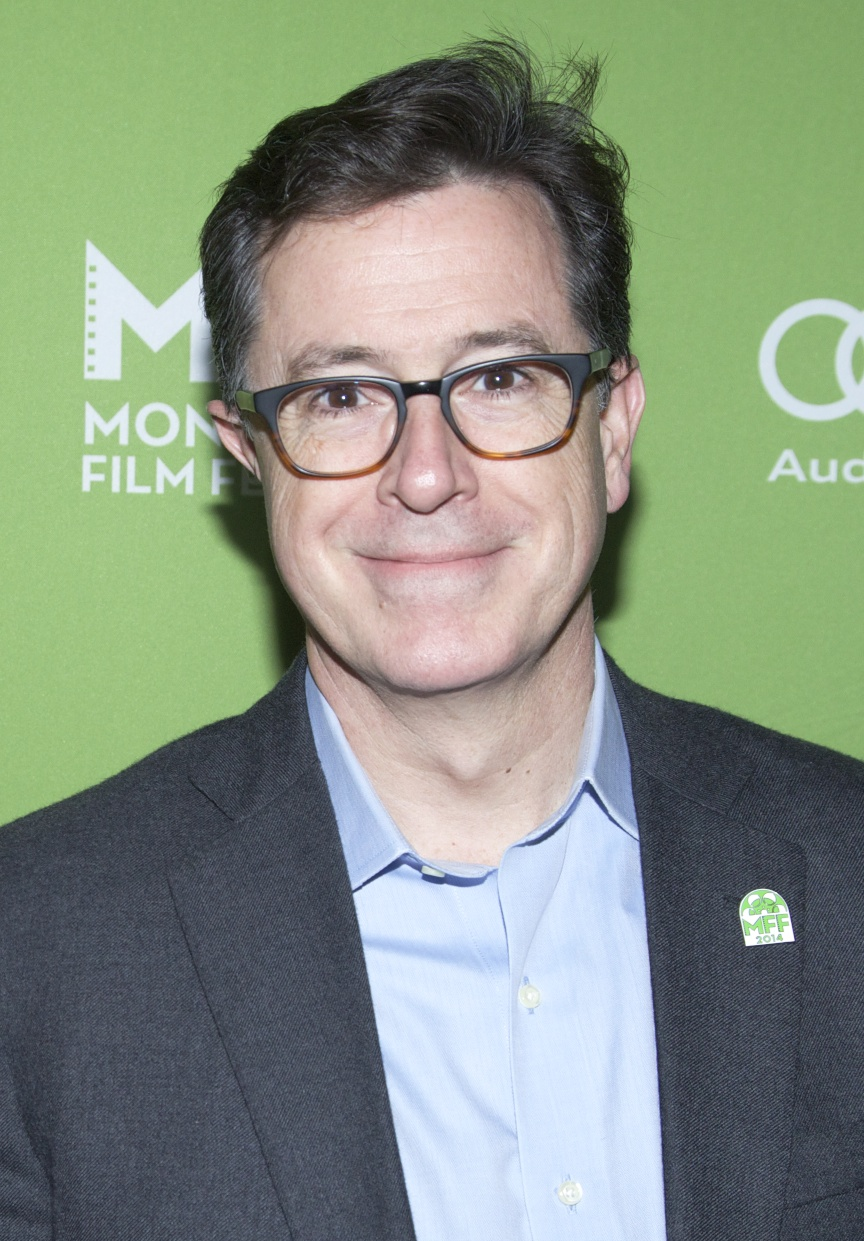
Stephen Colbert apresentou o seu programa de sátiras de notícias, o que lhe fez ganhar seis Emmys, no Comedy Central de outubro de 2005 até dezembro de 2014.

Em 3 de abril de 2014, Letterman anunciou a sua aposentadoria, que teve início em 20 de maio de 2015. Sem consultar Letterman, a CBS contratou Stephen Colbert para um compromisso de cinco anos. Em contraste com o anterior programa de Colbert The Colbert Report, aonde interpretava um personagem fictício de si mesmo, Colbert irá apresentar o programa (que irá manter a marca Late Show) como ele mesmo. Em 23 de abril de 2014, a versão personagem de Stephen Colbert apareceu no The Daily Show with Jon Stewart para anunciar que ele claramente  "ganhou a televisão" e o The Colbert Report será encerrado porque ele comprimiu o seu objetivo. Isso veio após o anúncio que ele não usaria mais o personagem após o final de The Colbert Report.
Diversos municípios tentaram persuadir a CBS em mover a produção do programa que esteve durante muito tempo na cidade de Nova Iorque com créditos fiscais e outros incentivos, incluindo Los Angeles, Nova Orleães e Connecticut. Em 23 de julho de 2014, a CBS anunciou que o Late Show iria continuar sendo produzido no Teatro Ed Sullivan em Nova Iorque quando Colbert assumir o comando do programa. Colbert também trará a maioria da sua equipe do The Colbert Report  para o seu Late Show, como também pessoas de fora como Brian Stack, que é mais conhecido pelos seus trabalhos nos programas de Conan O'Brien.
Jonathan Batiste anunciou que seria o líder da banda do Late Show em 4 de junho de 2015 com a sua banda "Stay Human" sucedendo a CBS Orchestra como a banda em casa do Late Show.
O programa estreou em 8 de setembro de 2015 e foi bem recebido pela crítica. Com o público, superou a audiência de outros programas similares no mesmo horário.

## Produção
Colbert ganhou o controle quase completo sob o conteúdo do programa, com uma pequena interferência da administração da CBS no que se refere ao formato. Em uma afirmação divulgada em julho de 2014 pela presidente da CBS Entertainment Nina Tassler para os repórteres, disse que "O Colbert estava muito ocupado - ele apresentava seu programa "The Colbert Report" no Comedy Central. Tivemos nossas primeiras conversas sobre o formato. Ele está aposentando seu personagem no Comedy Central. Ele vai ter uma banda, se não por que ele tem um líder de banda?"
Vídeos e outras mídias sociais online foram lançadas em junho de 2015 adicionando o artigo definido para o nome do programa, tornando-o The Late Show ao invés de Late Show. (Durante o tempo que Letterman foi o apresentador, o programa tinha usado o artigo definido em referências ao programa, como o anúncio de abertura, mas não no logotipo escrito.) A fonte Didot é usada na logomarca do programa. As sequências de abertura foram filmadas em Nova York e no topo da Ed Sullivan Theater a uma semana da estreia.

## Transmissão
No Canadá, o The Late Show with Stephen Colbert será transmitido pela rede Global.